# كأس السويد 1996–97
كأس السويد 1996–97 هو موسم من كأس السويد. كان عدد الأندية المشاركة فيه 554، وفاز فيه أيك سولنا.